# Francesco Maria Banditi
Francesco Maria Banditi (né le 8 septembre 1706 à Rimini en Émilie-Romagne, alors dans les États pontificaux, et mort le 27 janvier 1796 à Bénévent) est un cardinal italien du XVIIIe siècle. Il est membre de l'ordre des Théatins.

## Biographie
Francesco Maria Banditi est nommé évêque de Montefiascone et Corneto en 1772. En 1775 il est nommé archevêque de Bénévent. Le pape Pie VI le crée cardinal in pectore lors du consistoire du 17 juillet 1775. Sa création est publiée le 13 novembre de la même année. Banditi n'a participé à aucun conclave.